# Peperomia claytonioides
Peperomia claytonioides là một loài thực vật có hoa trong họ Hồ tiêu. Loài này được Kunth miêu tả khoa học đầu tiên năm 1847.